# Neverending Well of Bliss
Neverending Well of Bliss – trzecie wydawnictwo (a drugi minialbum) zespołu Abhinanda. Album wydany przez Desperate Fight Records w 1995 r. Zawiera jeden z klasycznych utworów zespołu – Emptyness.

## Lista utworów
1. (Don't Fill Yourself With) Emptyness
2. The End
3. Underneath The Pain(t)
4. Goodbye